# Agnes von Waiblingen

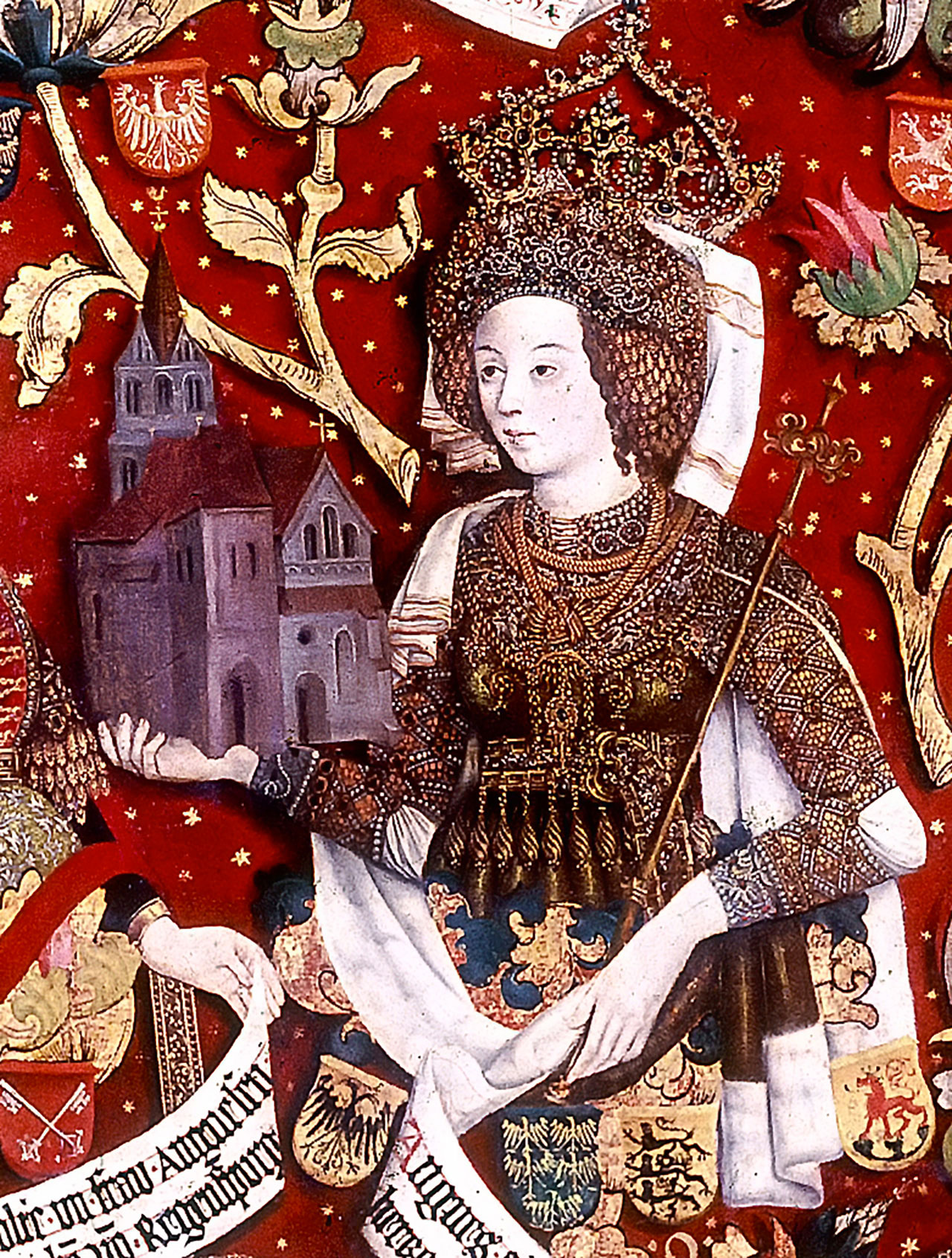
Markgräfin Agnes, Gemahlin Leopolds III., Tochter Kaiser Heinrichs IV. (Ausschnitt aus dem Babenberger-Stammbaum, Stift Klosterneuburg)

Agnes von Waiblingen (* Ende 1072; † 24. September 1143 in Klosterneuburg) war eine deutsche Adlige aus der Familie der Salier. Sie war durch ihre erste Ehe mit Herzog Friedrich I. von Schwaben von 1089 bis 1105 Herzogin von Schwaben und durch ihre zweite Ehe mit Markgraf Leopold III. „dem Heiligen“ von Österreich von 1106 bis 1136 Markgräfin von Österreich. Sie wurde dadurch zur Stammmutter sowohl der Staufer als auch der späteren Herzöge von Österreich aus dem Haus der Babenberger.
Sie war die zweite Tochter des Salier-Kaisers Heinrich IV. und der Bertha von Turin. Ihr Bruder war Kaiser Heinrich V. Den Namen hatte sie von Agnes von Poitou, ihrer Großmutter.

## Herzogin von Schwaben
Als Sechsjährige wurde sie am 24. März 1079 mit dem ersten Staufer-Herzog Friedrich I. von Schwaben verlobt. Ihr Vater Heinrich IV. wollte Friedrich, einen seiner wichtigsten Mitstreiter, durch diese Verlobung und durch die gleichzeitige Erhebung Friedrichs zum Herzog von Schwaben eng an sich binden. Agnes wurde Stammmutter der Staufer, die später ihren Anspruch auf die deutsche Königskrone mit der Abstammung von den Saliern begründeten.
Neben den Söhnen Herzog Friedrich II. und Konrad III. ist eine Tochter Gertrud nachweisbar, die Hermann von Stahleck heiratete. 
Eine weitere Tochter soll Bertrada (Berta von Boll) sein. Diese und weitere Angaben über Kinder, die Hansmartin Decker-Hauff aufgrund von ihm gefälschter Lorcher Quellen machte, haben sich als Phantasieprodukte erwiesen.

## Markgräfin von Österreich
Nach dem Tode Friedrichs 1105 heiratete sie, durch ihren Bruder, den späteren Kaiser Heinrich V. befürwortet, 1106 den Babenberger Markgraf Leopold III. von Österreich. Politisch kann die Heirat mit Agnes als Dank dafür gesehen werden, dass sich Leopold im Herbst 1105, als sich Heinrich gegen seinen Vater Kaiser Heinrich IV. erhoben hatte, zusammen mit seinem Schwager Herzog Boriwoy von Böhmen fahnenflüchtig von der Seite Heinrichs IV. auf die von dessen Sohn schlug. Dadurch wurde die Lage des alten Heinrichs aussichtslos, er musste fliehen und starb 1106 als Gejagter in Lüttich. Durch Agnes wurde eine enge Beziehung zwischen Staufern und Babenbergern begründet.
Agnes war als Markgräfin politisch sehr aktiv, was aus der häufigen Präsenz in Urkunden und zeitgenössischen Überlieferungen hervorgeht.
1113 stiftete sie zusammen mit ihrem Mann das Stift Klosterneuburg.
Auch nach dem Tod Leopolds kann Agnes ihr Durchsetzungsvermögen als Markgräfin ausleben. 1137 sitzt sie einer Fürstenzusammenkunft vor, bei der sich Adalbert (wohl aus der ersten Ehe Leopolds) und Agnes Sohn Leopold versöhnen und schließlich der zweitgeborene Leopold IV seinem verstorbenen Vater nachfolgt.
Die über dreißig Jahre alte Agnes soll weitere achtzehn Kinder geboren haben. Möglicherweise stammen einige dieser Verbindung zugesprochene Kinder tatsächlich aus ihrer ersten Ehe bzw. der ersten Ehe von Leopold. Namentlich bekannt aus ihrer zweiten Ehe sind folgende Kinder:
- Heinrich II. Jasomirgott,  Pfalzgraf bei Rhein (1140–1141), Markgraf von Österreich (1141–1156), Herzog von Bayern (1143–1156), 1. Herzog von Österreich (1156–1177), (* ca. 1107, † 13. Januar 1177)

⚭  1.)  1142  die  kaiserliche Prinzessin Gertrud, einzige Tochter Kaiser  Lothars III. (von Supplinburg)
⚭  2.)  1149  Theodora Komnena,  Prinzessin von Byzanz, († 1184), einer Nichte des Kaisers Manuel I. von Byzanz
- Leopold IV., Markgraf von Österreich (1136–1141), Herzog von Bayern (1139–1141), (* 1108, † 18. Oktober 1141)

⚭  1139 Maria von Böhmen, († ca. 1160)  T. v. Soběslav I. Herzog von Böhmen  und der Adleyta Prinzessin von Ungarn a. d. H. der Árpáden
- Otto von Österreich, bekannt als  Otto von Freising, Bischof von Freising und Historiker (* 15. Dezember ca. 1109, † 22. September 1158)
- Jutta von Österreich

⚭  Liutold Graf von Plain, († 1164)
- Agnes von Österreich, (* 1111, † 25. Januar 1157)

⚭  1125 Wladislaw II. Prinz von Polen, Herzog von Schlesien (1138–1146), († 1159)
- Judith von Österreich, (* ca. 1115, † nach 1178)

⚭  1133 Wilhelm V. der Ältere Markgraf von Montferrat (Monferrato), † 1191 aus dem Haus der  Aleramiden
- Konrad von Österreich, Bischof von Passau (1148–1164), Erzbischof Konrad  von Salzburg (1164–1168), (* 1120, † 28. September 1168)
- Gertrud von Österreich, (* ca. 1120, † 8. April 1150)

⚭  1140  Vladislav II., 1140 Herzog von Böhmen, König von Böhmen (1158–1172), † 1174 (aus dem Geschlecht der Přemysliden)
- Elisabeth von Österreich, (* ca. 1123, † 20. Mai 1143)

⚭  1142 Graf Hermann II. von Winzenburg, 1123 Markgraf von Meißen, Landgraf von Thüringen († 29. Januar 1152)
- Bertha von Österreich, (* ca. 1124, † 1160)

⚭  Heinrich III. Burggraf von Regensburg, Vogt von St. Emmeram und Prüfening, Graf im Donauknie und an der unteren Altmühl († 1174)
Begraben ist sie ebenso wie ihr zweiter Mann Leopold III., der später heiliggesprochen wurde, in einer Gruft unter dem ehemaligen Kapitelsaal des Augustiner-Chorherrenstifts Klosterneuburg, der heutigen Leopoldskapelle mit dem Verduner Altar. Links neben dem Gitter der Kapelle führt eine Treppe hinunter in die öffentlich nicht zugängliche Gruft.
Im Jahr 1894 wurde in Wien-Döbling (19. Bezirk) die Agnesgasse nach ihr benannt. 2009 wurde der ehemalige Welfenplatz südlich des Stifts in Hohenstaufenplatz umbenannt und eine Stauferstele eingeweiht, die an Agnes erinnert.

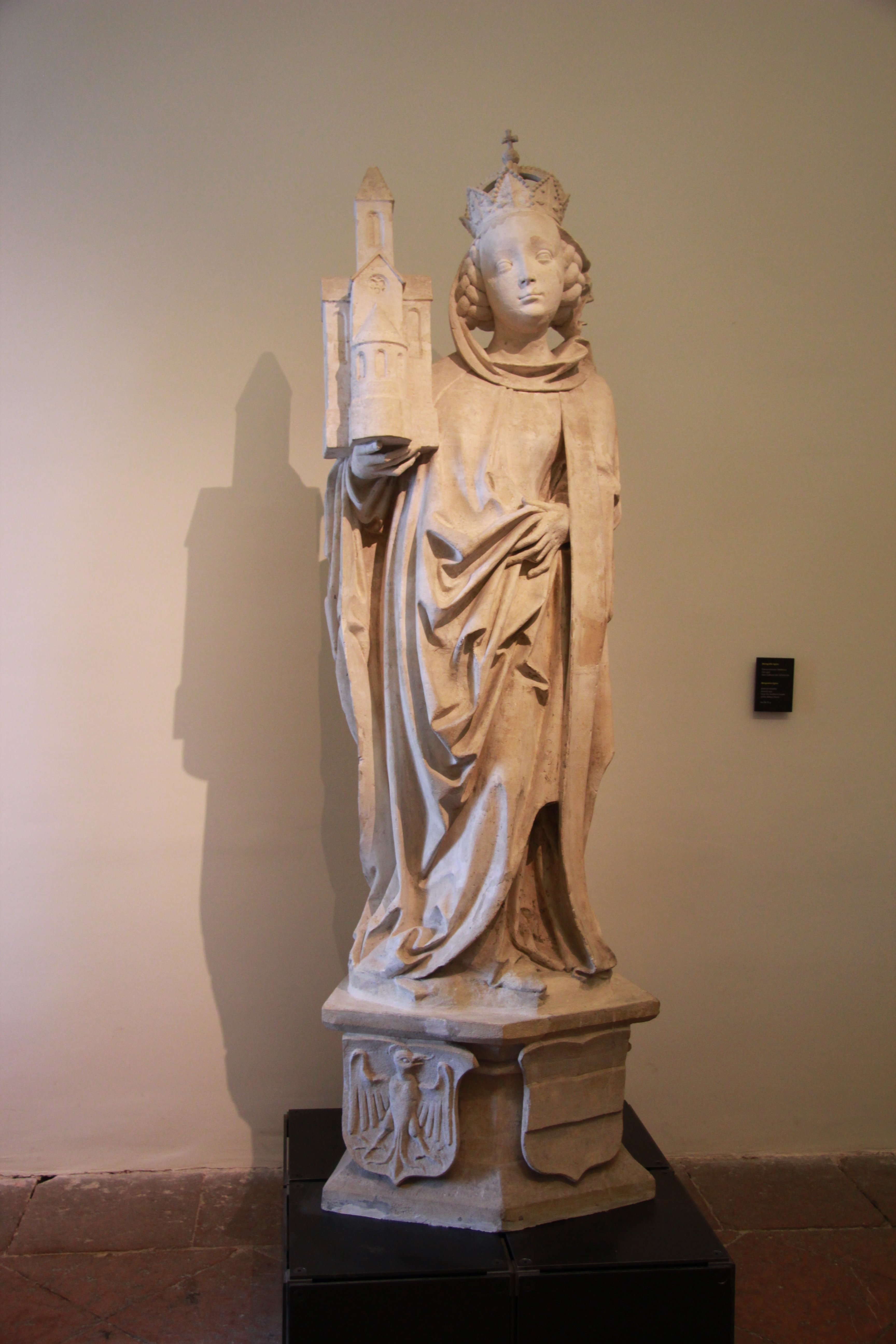
Statue von Agnes im Museum des Stift Klosterneuburg (um 1477). Sie stand ursprünglich auf dem gotischen Südturm der Stiftskirche und wurde dort durch eine Kopie ersetzt.
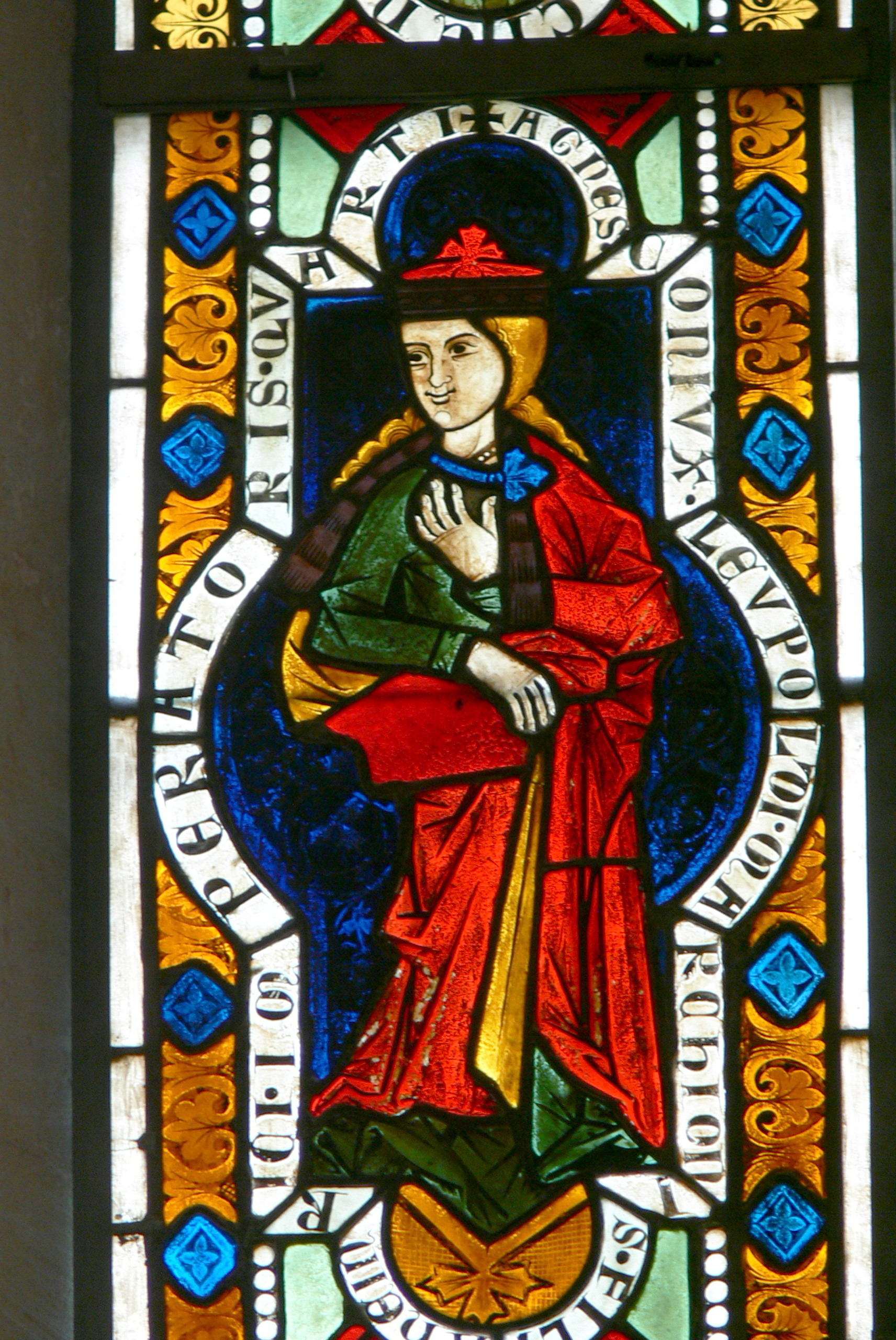
Agnes von Waiblingen auf einem Fenster im Stift Heiligenkreuz, ca. 1290
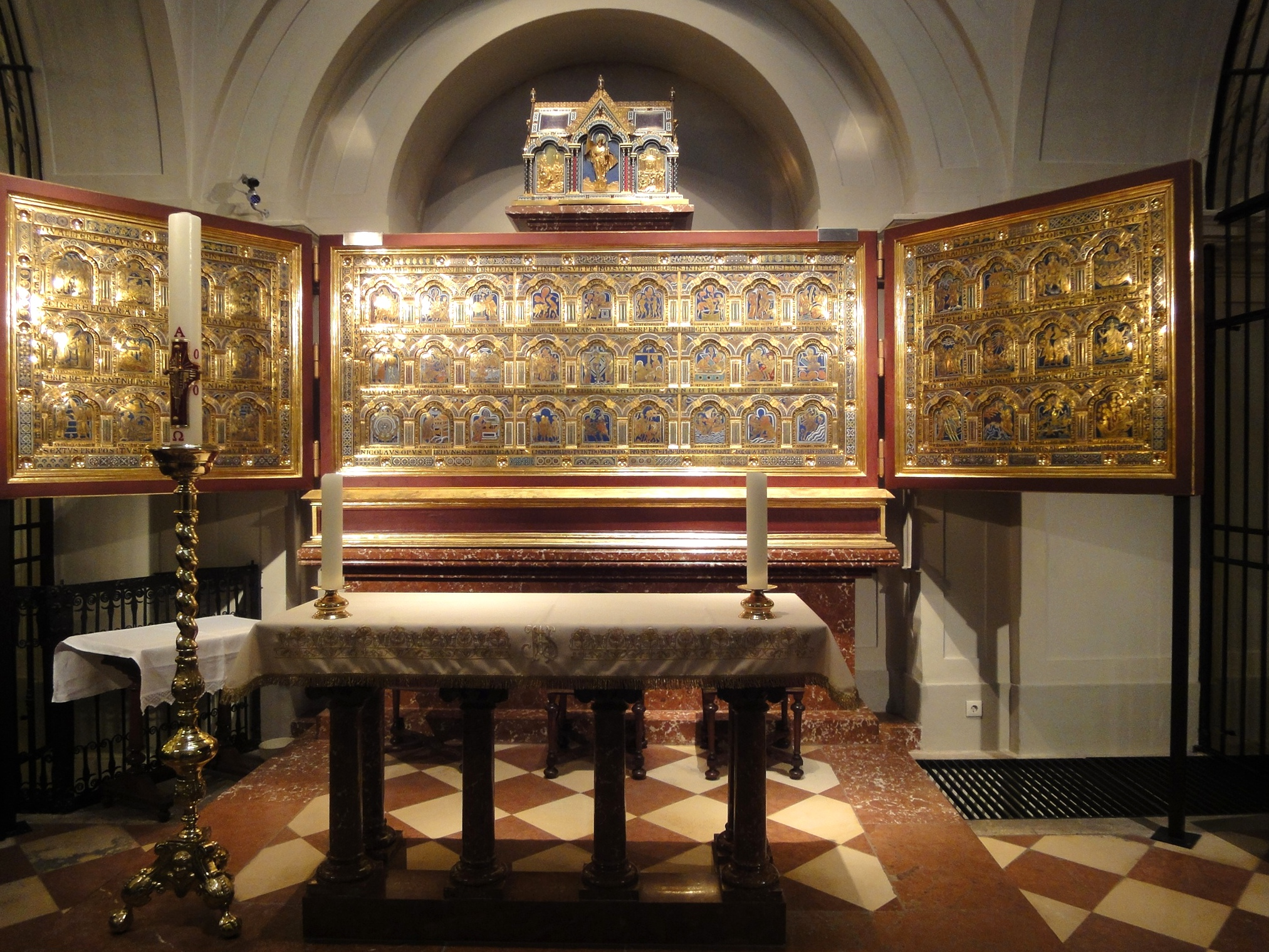
Der Sarg von Agnes steht im Stift Klosterneuburg in einer Gruft unter der Leopoldskapelle mit dem Verduner Altar.
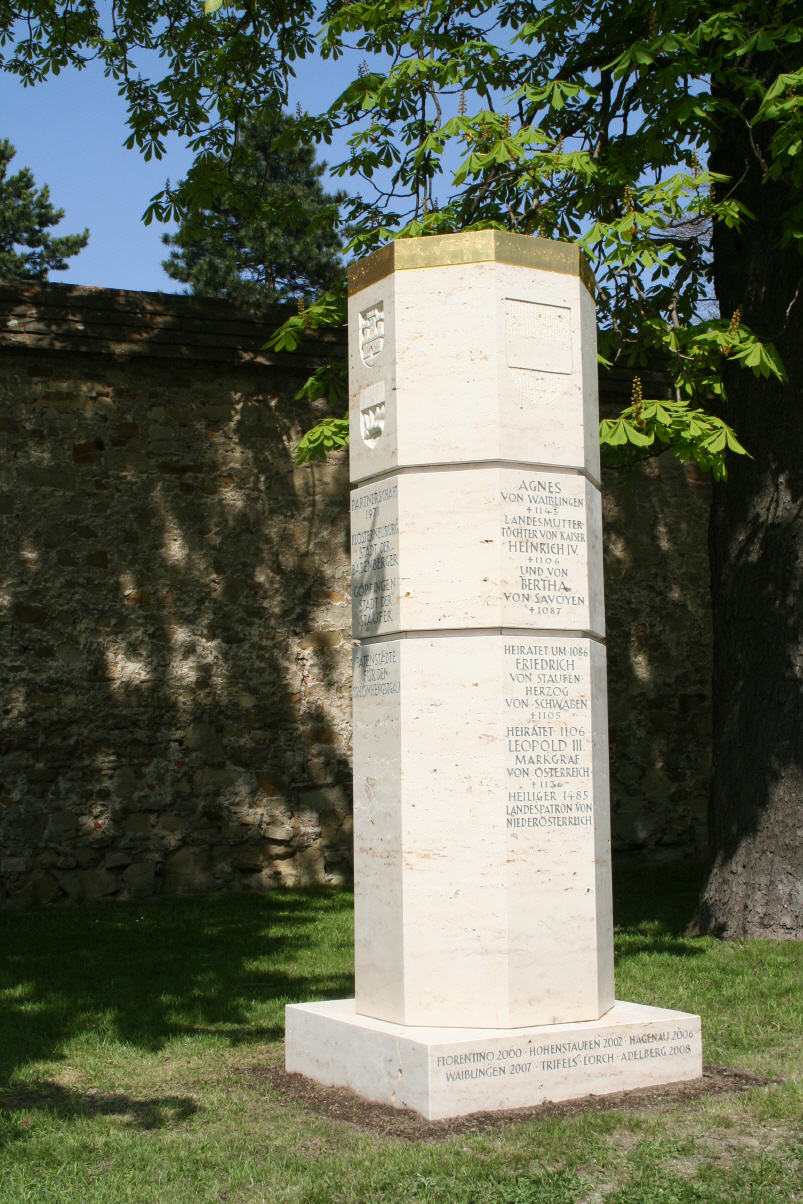
Stauferstele auf dem Hohenstaufenplatz in Klosterneuburg (2009)